# Gag de Poche
Gag de Poche est une collection de réédition d'album de bande dessinée de poche lancée par les éditions Dupuis, et dirigée par Maurice Rosy, dans les années 1960.
- Dans la Famille : Albums BD français normal,
- Cette série est du type : Collection éditeur 'mono-albums' (voir le glossaire pour plus de détails),
- Editeur principal : DUPUIS  .
- Nombre de 'pièces' connues : 65 (série terminée)    Albums/Fascicules Originaux : 65
- Plage temporelle couverte (partie connue) :    Plus ancien au n° 1 daté 03/1964    Plus récent au n° 64 daté 03/1968
- Autres informations (par défaut): Album Taille 115x185 - Couverture Brochée - Dos Carré - Noir et Blanc

## Titres de la collection
1. Max l'explorateur
2. Lucky Luke contre Pat Poker (Lucky Luke)
3. Libellule s'évade (Gil Jourdan)
4. Pavillons Noirs (Vieux Nick)
5. Bobo, le Prince de l'évasion (Bobo)
6. César (César et Ernestine)
7. Popaïne et vieux tableaux (Gil Jourdan)
8. L'Humour prend la mer (Vieux Nick)
9. Le Monde étrange de Virgil Partch
10. 4 aventures de Bobo, le Prince de 'évasion (Bobo)
11. Le Chat et la Souris
12. César (Deuxième service) (César et Ernestine)
13. Cocktail
14. Drôles d'affaires
15. Rires de Paris
16. L'Élixir du Docteur Doxey (Lucky Luke)
17. Gardez le fou rire
18. Bobo aux sports d'hiver (Bobo)
19. Prenez Lassalvy avec le sourire
20. Où va-t-il les chercher
21. Boule et Bill (Boule et Bill)
22. Si tous les gags du monde...
23. Bonjour Peanuts (Snoopy)
24. Hors-la-loi (Lucky Luke)
25. Monsieur a sonné ?
26. Gaston, biographie d'un gaffeur
27. Bobo se déguise  (Bobo)
28. Peanuts à Vendre (Snoopy)
29. Sous le ciel de l'ouest (Lucky Luke)
30. Les bien bonnes de Tom Henderson
31. La voiture immergée
32. Le capitaine et les garnements
33. Syverson
34. Bobo au sommet (Bobo)
35. Alley Oop
36. Hardi! Peanuts (Snoopy)
37. Poussy
38. Pauvre capitaine
39. Une baballe pour Bobo (Bobo)
40. Alley Oop tome 2
41. Gare aux garnements
42. Le vaisseau du diable
43. Madame Adolphine
44. Pogo
45. La ribambelle gagne du terrain
46. Bobo fait le mur  (Bobo)
47. La flûte à six Schtroumpfs
48. Cabanon, drame social en quatre tableaux
49. Les cargos du crépuscule (Gil Jourdan)
50. Les taxis rouges
51. La forêt silencieuse
52. L'orteil de vichnou
53. L'enfer de Xique-Xique
54. Bobo et l'amie pierre  (Bobo)
55. Le triangle noir
56. Surboum pour quatre roues
57. Quels sports
58. Le propre de l'homme
59. Pogo à gogo
60. Les moines rouges
61. Drôle de monde triste
62. Pogologie
63. Coco est content
64. Quatre nouvelles mésaventures de Cabanon
65. Sans paroles

## Source
Philippe Brun, Histoire de Spirou et des publications Dupuis, Luçon, Glénat, novembre 1981, 120 p. (ISBN 2-7234-0212-6)
La database BD du Loup